# Listenable Records
La Listenable Records è un'etichetta discografica indipendente con base a Wimereux, nello stato della Francia. Si occupa prevalentemente di band death metal.

## Lista degli artisti della Listenable
- Abhorrence
- Aborted
- Abscess
- Adagio
- Amaran
- Ancient
- Angtoria
- Anorexia Nervosa
- Bloodjinn
- Blind Dog
- Centurian
- Crest of Darkness
- Deranged
- Destructor
- Devilyn
- Diabolique
- Divine Rapture
- Exhumed
- Gardenian
- General Surgery
- Gojira
- Grief of Emerald
- Hacride
- Hate
- Horned God
- Immolation
- Immortal
- Incantation
- Jigsore Terror
- Koldborn
- Kruger
- Luciferion
- Lyzanxia
- MAHATMA
- Marionette
- Mors Principium Est
- Mutant
- Nail Within
- Noctiferia
- No Return
- Non Human Level
- Pale Forest
- Reclusion
- Satan
- Scarve
- Soilwork
- Solace
- Speed/Kill/Hate
- Submission
- Sybreed
- Symbyosis
- Textures
- The Amenta
- The Eyes of a Traitor
- The Legion
- The Red Shore
- Theory in Practice
- Tyrant
- Triumphator
- Ultra Vomit
- Vile
- Waylander